# Отношение к геноциду армян в Израиле
Отношение к геноциду армян в Израиле разнится: правительство Израиля не признаёт армянский геноцид из-за восприятия Холокоста как уникального явления и политических союзов с Азербайджаном и Турцией, в то время как большинство населения страны считает, что Израиль должен официально признать геноцид, множество израильских учёных занимаются его исследованием, а в Иерусалиме действует Армянский музей с обширной экспозицией по вопросу геноцида.

## Политический фон
Основные причины, по которым Израиль не признает геноцид армян — постоянное давление со стороны Турции и противодействие определённых групп в израильском обществе, которые боятся, что признание армянского геноцида повредило бы представлению об уникальности Холокоста. Как отмечают аналитики, признание Израилем геноцида армян также может серьезно испортить отношения еврейского государства с Азербайджаном, который считается стратегическим партнером Израиля против Ирана. Президент Международной Ассоциации «Израиль-Азербайджан» Йосеф Шагал полагает, что признание Израилем геноцида армян может вызвать эксцессы против еврейской общины Азербайджана.
Доводы сторонников признания в основном базируются на морально-этической стороне вопроса. После охлаждения израильско-турецких отношений также стала популярна точка зрения, что признание геноцида армян может быть адекватным ответом новым властям Турции, занимающим происламскую позицию и поддерживающим палестинцев. Противники признания ссылаются на realpolitik: армянская община Израиля мала и не представляет интереса, с учётом охлаждения израильско-турецких отношений признание геноцида армян может полностью прервать их, учитывая количество врагов в ближайшем окружении Израиль это может создать ещё одного сильного врага. Также важным фактором для Израиля является уязвимость армянских общин в арабских странах и их зависимость от правящих режимов, фактически превращающих эти общины во врагов Израиля.
8 июня 2000 года в газетах «The New York Times» и «The Jerusalem Post» опубликовано заявление 126 исследователей Холокоста (в их числе Иегуда Бауэр, Израэль Чарни и Эли Визель), подтвердивших бесспорность факта геноцида армян в Первой мировой войне.

## В науке
В июне 1982 года в Иерусалиме планировалась «Первая международная конференция по вопросам Холокоста и геноцида», открытие которой должно было пройти в мемориале Яд ва-Шем. В программе конференции предусматривались 150 лекций, пять из которых были посвящены геноциду армян. Турция оказала сильное давление на Израиль и МИД Израиля потребовал, чтобы организаторы конференции исключили из программы доклады о геноциде армян. Организаторами было предложено провести эти доклады неофициально, не упоминая их в программе конференции, несмотря на риск отказа армянской стороны с такими условиями. Однако и это предложение было отклонено МИДом Израиля. В результате армянские доклады остались в программе, но мемориал Яд ва-Шем отказал организаторам конференции, и она была перенесена в Тель-Авив. Один из организаторов конференции, Эли Визель, подал в отставку, заявив об опасности для турецких евреев. Половина из заявленных 600 участников отказалось участвовать в конференции. Бывший президент Американского еврейского конгресса Артур Херцберг, которому предложили выступить с вводным докладом вместо Визеля, сообщил об огромном давлении, в результате которого он вынужден был отказаться от участия в день открытия конференции. Турецкие представители и МИД Израиля требовали от еврейских организаций отменить участие в мероприятии. Позже Визель сообщил, что получил из трех разных источников информацию, что в случае проведения конференции турецких евреев ожидают репрессии. Один из отказавшихся участников, Иегуда Бауэр, также признал факт давления на него со стороны МИДа Израиля, и заявил, что отказ от участия был ошибкой. МИД Израиля и Турция отрицали давление на организаторов и участников, а также угрозу турецким евреям, однако МИД заявил, что призыв отменить конференцию обусловлен «интересами евреев, которые не могут быть озвучены». Несмотря на угрозы организаторы конференции во главе с Израэлем Чарни провели запланированную конференцию, в которую включили и доклады по армянскому вопросу. Конференция была поддержана израильской прессой и имела шумный успех. Материалы конференции были изданы отдельной книгой «The Book of the International Conference on the Holocaust and Genocide: Book One: The Conference Program and Crisis» в 1983 году.
Питер Балакян отмечает, что еврейские исследователи, в том числе и за пределами Израиля, такие как Эли Визель, Роберт Джей Лифтон, Дебора Липштадт, Роберт Мелсон, Яир Орон, и др, внесли выдающийся вклад в изучение геноцида армян
.

## В СМИ и обществе
Первый израильский фильм, где упоминался геноцид армян, был снят в 1978 году, однако его показ был заблокирован руководством израильского телерадиовещания. В 1990 году в США был снят фильм «Армянское путешествие» о женщине, пережившей геноцид армян. Фильм был показан в США и десятке других стран, несмотря на протесты Турции. Фильм был анонсирован также в телепрограмме израильского телевидения, однако вместо него, без объяснений, в эфир пошел фильм о жизни пчел. Руководство израильского телевидения сообщило, что изъяло фильм из сетки вещания после письма главного раввина Турции, в котором говорилось об опасности для турецких евреев в случае показа. В дальнейшем выяснилось, что снятия фильма требовал глава МИДа Израиля. Первый раз документальный фильм о событиях 1915 года, снятый Яаковом Ахимеиром, был показан в популярной программе новостей «календарь недели» 22 апреля 1994 года, и с того времени ежегодно в преддверии 24 апреля хотя бы один израильский телеканал сообщает о предстоящей годовщине. Попытки турецкого посольства и МИДа исключить программу Яакова Ахимеира из эфира не увенчались успехом. Репортаж был раскритикован послом Турции, заявившим, что отношение Израиля к армянскому вопросу противоречит совместным интересам Турции и Израиля. Во время дебатов в кнессете по заявлению посла Турции, заместитель министра иностранных дел Йоси Бейлин заявил, что в 1915 году несомненно имел место геноцид, а не жертвы гражданской войны. Заявление Бейлина было расценено некоторыми СМИ как признание Израилем геноцида армян.
В августе 2001 году было опубликовано «Заявление исследователей, раввинов, учителей, общественных лидеров и студентов еврейского происхождения», в котором утверждался факт геноцида армян. В числе подписавшихся были Леон Ботстейн, Рут Мессинджер, Эфраим Карш, Роберт Джей Лифтон, Дебора Липштадт, Роберт Мелсон и др.
Проведенный в 2007 году NEWSru.co.il опрос среди русскоязычных израильтян по теме признания геноцида армян показал, что 72,4 % считали, что Израиль должен признать массовые убийства армян в Турции в 1915 году геноцидом армянского народа. Если ценой признания стал бы разрыв с Турцией, доля сторонников признания падала до 43,8 %. Аналогичный опрос в 2011 году показал поддержку признания геноцида со стороны уже 89 % респондентов
. Согласно «The Jerusalem Post» многие израильтяне считают, что геноцид армян следует признать
.

## Официальная позиция
После заявления Бейлина в 1994 году официальная позиция Израиля под давлением Турции стала меняться от замалчивания геноцида армян до частичного отрицания. Турция, поддерживающая дипломатические отношения с Израилем, являлась крупным бизнес-партнером Израиля, и могла оказать серьезное влияние на палестинцев, ведущих интифаду. В выпущенном в 2000 году буклете, описывающем христианские этнические группы Израиля, после протестов Турции была исключена информация о резне армян в 1915 году. В том же году замминистра иностранных дел Израиля Алон Лиэль фактически дезавуирвал слова Бейлина о геноциде армян. В 2001 году министр иностранных дел, Шимон Перес, которого турецкая пресса представляла как одного из антиармянских лоббистов, оказавших давление на Клинтона в 2000 году, в интервью турецкому изданию Daily News заявил, что сравнивать геноцид армян и Холокост невозможно, и что в первом случае имела место трагедия, но не геноцид. Отдельные еврейские лидеры осудили заявление Переса, однако ни одна еврейская организация за пределами Израиля не выступила по этому поводу. Тем не менее, после критики МИД Израиля заявил, что утверждения о событиях 1915 не были сказаны Пересом, и он был неверно процитирован турецкой прессой, однако сам Перес никак не пытался опровергнуть приписываемое ему заявление. В 2002 году посол Израиля в Армении, Ривка Коэн, повторила тезис Переса о невозможности сравнения Холокоста и «армянской трагедии», что вызвало протест МИДа Армении. В ответе на протест МИД Израиля заявил, что признает огромное количество армянских жертв, но также считает Холокост уникальным явлением, несравнимым с армянскими событиями. Также МИД Израиля утверждал, что это никак не уменьшает величину армянской трагедии. В заявлении МИДа Израиля не указывалось, кто нес ответственность за армянские жертвы. В Израиле заявление вызвало протест только у нескольких людей, так Израэль Чарни заявил, что он стыдится позиции Израиля.
В 1996 году муниципалитет Тель-Авива рассматривал вопрос о почетном гражданстве для одного из ведущих специалистов по Ближнему Востоку, Бернарда Льюиса, к тому моменту осужденному судом Франции за отрицание геноцида армян. Когда о позиции Льюиса стало известно одному из членов совета, Мордехаю Виршувски, он потребовал пересмотреть решение о почетном гражданстве. Мнение израильских политиков и интеллектуалов по поводу Льюиса разделились. Решение о награждении Льюиса было отложено на месяц и больше не обсуждалось советом муниципалитета
В 1997 МИД Израиля предложил кандидатуру Эхуда Толедано послом в Турцию, что вызвало протесты турецких СМИ, заявивших, что в 1981 году Толедано обвинил Турцию в организации армянской резни. Фактически Толедано был приглашен в передачу по теме геноцида армян вместо отказавшегося представителя Турции, и озвучил официальную турецкую позицию, никак её не комментируя. Толедано настаивал, что он не специалист по Первой мировой войне, отрицал, что когда-либо выражал проармянские взгляды, и обвинил ориенталистов Тель-Авивского университета в заказной дезинформации. МИД Израиля также попыталось объяснить турецкой стороне некорректность претензий к Толедано. Тем не менее вместо Толедано послом в Турции был назначен Ури Бан-Нер.
Резолюции о признании геноцида армян 5 раз выносились на обсуждение в кнессете, но были отклонены.
На ежегодной торжественной церемонии зажжения факелов в честь Дня независимости Израиля в 2003 году по настоянию МИДа Израиля была внесена поправка в речь Ноэме Налбандян, избранной зажечь один из традиционных факелов: хоть на буклетах в честь события Налбандян была представлена представительницей «третьего поколения переживших геноцид армян», её речь при зажжении факела была подкорректирована, и Налбандян представила себя «дочерью многострадального армянского народа».
13 мая 2014 года в кнессете прошло специальное заседание, на котором обсуждалась возможность признания геноцида армян до 100-летней годовщины этого события в 2015 году. Ряд парламентариев поддержал эту инициативу. «Мы не можем отрицать историю и обходить человеческие ценности из дипломатической или политической целесообразности», — заявил на заседании председатель кнессета Юлий Эдельштейн.
Заместитель генерального директора израильского МИДа, Анна Азари, в интервью «АрменПресс» заявила, что не знает ни одного еврея, кто не признавал бы геноцида армян. Тем не менее, согласно Азари, официальное признание противоречит стратегическим задачам, необходимым для существования Израиля.

## Музейная экспозиция
В Армянском квартале Старого города Иерусалима действует Армянский музей, значительная часть экспозиции которого посвящена геноциду армян.